# Ådgrund, Ingå
Ådgrund är en ö i Finland. Den ligger i Finska viken och i kommunen Ingå i den ekonomiska regionen  Raseborg i landskapet Nyland, i den södra delen av landet. Ön ligger omkring 57 kilometer väster om Helsingfors.
Öns area är 0,8 hektar och dess största längd är 230 meter i sydöst-nordvästlig riktning. Närmaste större samhälle är Ingå, 11,5 km norr om Ådgrund.